# 驱蚊手环
驱蚊手环是一种手环，其原料为超纤，经过特殊处理，使一些具有驱蚊功效的精油浸入其中，比如香茅精油、薰衣草精油、柠檬尤加利精油等。驱蚊手环的原理是用天然的香味驱蚊，在人的身体周围形成一个保护圈。
第一代的驱蚊手环精油只有香茅草，原产韩国，虽然在本土销量及知名度一般，但在中国销量很好，导致义乌仿品大量涌现。第二代驱蚊手环是将香茅精油、薰衣草精油、柠檬尤加利精油等复合，使其驱蚊效果大幅提高，因为在中国申请专利，所以目前的仿品不是很多。

## 參看
- 避蚊胺
- 驅蚊酯